# Бахарево (Каргапольський район)
Ба́харево (рос. Бахарево) — село у складі Каргапольського району Курганської області, Росія. Входить до складу Бахаревської сільської ради.
Населення — 121 особа (2010, 163 у 2002).
Національний склад населення станом на 2002 рік: росіяни — 95 %.